# Fondali Scogli di Isca
Fondali Scogli di Isca este o arie protejată (arie specială de conservare — SAC, sit de importanță comunitară — SCI) din Italia întinsă pe o suprafață de 72 ha, integral marine.

## Localizare
Centrul sitului Fondali Scogli di Isca este situat la coordonatele 39°08′51″N 16°03′21″E / 39.1475°N 16.055833°E.

## Înființare
Situl Fondali Scogli di Isca a fost declarat sit de importanță comunitară în septembrie 1995 pentru a proteja 2 specii de animale. Situl a fost protejat și ca arie specială de conservare în iunie 2017.

## Biodiversitate
Situată în ecoregiunea mediteraneană, aria protejată conține 2 habitate naturale: Straturi cu Posidonia (Posidonion oceanicae), Recifuri.
La baza desemnării sitului se află mai multe specii protejate:
- mamifere (1): delfin mare (Tursiops truncatus)
- reptile (1): Caretta caretta

Pe lângă speciile protejate, pe teritoriul sitului au mai fost identificate 1 specie de plante, 1 specie de nevertebrate.